# Морозов, Евгений Михайлович (учёный)
Морозов Евгений Михайлович (10 декабря 1927, Москва — 22 февраля 2025, Москва) — советский и российский учёный в области механики разрушения, доктор технических наук, профессор, Заслуженный деятель науки Российской Федерации (2001), член Международного координационного совета по физике прочности и пластичности материалов, член Научного совета по механике твёрдого деформируемого тела РАН, почётный профессор МИФИ. Один из инициаторов развития механики разрушения в СССР и России.

## Биография
Родился 10 декабря 1927 года в Москве. Окончил МАИ (1949), самолётостроительный факультет.
В 1949—1951 годах — инженер в НИИ-88. С 1951 в МИФИ: аспирант и ассистент (1951—1955) (в 1955—1955 годах — ассистент кафедры сопротивления материалов МАИ), доцент (1958—1974), профессор.
Кандидат (1954), доктор (1972) технических наук.
Автор более 300 научных работ в журналах, 14 монографий (2 из них изданы на английском языке) и 9 учебных пособий.
Похоронен в Москве на Новодевичьем кладбище.
Жена — Римма Александровна. Дети Михаил, Антон, Ирина.